# St. Hedwig (Düsseldorf)

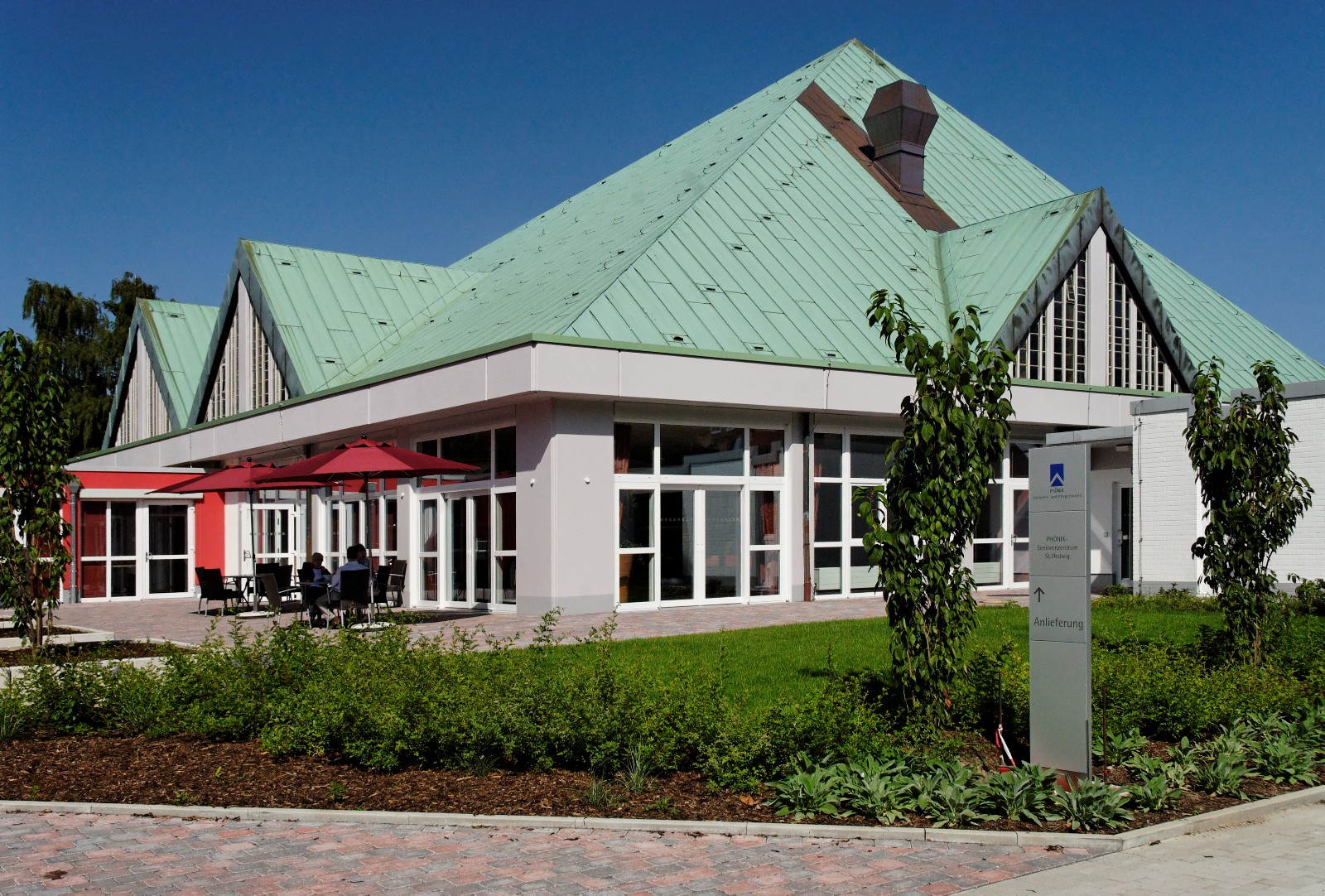
Ehemalige Kirche St. Hedwig nach dem Umbau zum Seniorenzentrum

St. Hedwig war eine katholische Kirche im Düsseldorfer Stadtteil Eller. Die in Eller-Süd gelegene Kirche bestand von 1974 bis 2006 als Filialkirche von St. Gertrud und wurde nach der Profanierung in das 2009 eröffnete Seniorenzentrum St. Hedwig umgebaut.

## Geschichte
Um der nach dem Zweiten Weltkrieg insbesondere im südlichen Eller stark angewachsenen Gertrudisgemeinde Rechnung zu tragen, entstand mit St. Hedwig von 1972 bis 1974 nach Plänen der Architekten Heinz Thoma und Hans Geiser am Werstener Feld zwischen dem Prozessionskreuz Straußenkreuz und Friedhof Eller ein zusätzliches katholisches Gotteshaus als Filialkirche von St. Gertrud. Die turmlose Kirche wurde als „Zelt Gottes“ mit einem Zeltdach auf quadratischem Grundriss konzipiert und am 17. März 1974, dem Patronatsfest der heiligen Gertrud, vom Kölner Weihbischof Augustinus Frotz geweiht. Da nach dem Zweiten Weltkrieg viele Flüchtlinge aus Schlesien in Eller eine neue Heimat gefunden hatten, wurde die Kirche der Schutzpatronin Schlesiens, der heiligen Hedwig von Andechs, geweiht. Ein großes, von Hans Karst geschaffenes Holzkreuz mit dem sich zuneigenden Gekreuzigten aus Bronze wurde vor der, von der Straße zurückgesetzten, Kirche aufgestellt.
Nachdem wegen zurückgehender Messbesuche die Gemeinde St. Gertrud 1996 die Nutzung ihrer Filialkirche St. Hedwig aufgab, gestattete der Erzbischof von Köln, Kardinal Joachim Meisner, dem Gerresheimer Pfarrer Joachim Zimmermann dort ab 1998 die tägliche Feier der Messe im Tridentinischen Ritus, die zuvor in der im selben Jahr geschlossenen und abgebrochenen Kirche St. Petrus Canisius beheimatet war. Am 4. April 2006 beschloss Kardinal Meisner jedoch aus Kostengründen die Profanierung von St. Hedwig, in der Ende Mai 2006 die letzte Heilige Messe gefeiert wurde. Die Kirche wurde an eine Investorengemeinschaft verkauft, die auf dem Gelände unter Einbeziehung der ehemaligen Hedwigskirche in den Jahren 2008 bis 2009 das Seniorenzentrum St. Hedwig errichtete. In das Kirchengebäude wurde eine Zwischendecke eingezogen und in ihm eine kleine Hedwigskapelle integriert. Das große Kreuz vor der Kirche wurde nach der Profanierung vor der zweiten Ellerer Pfarrkirche St. Augustinus neu aufgestellt. Die Tridentinische Messe wurde in die Kirche St. Dionysius in Düsseldorf-Volmerswerth verlegt.